# Tange (Denemarken)
Tange is een plaats in de Deense regio Midden-Jutland, gemeente Viborg. De plaats telt 231 inwoners (2008).
Bij Tange bevindt zich het grote stuwmeer Tange Sø.